# Marcel Bleustein-Blanchet

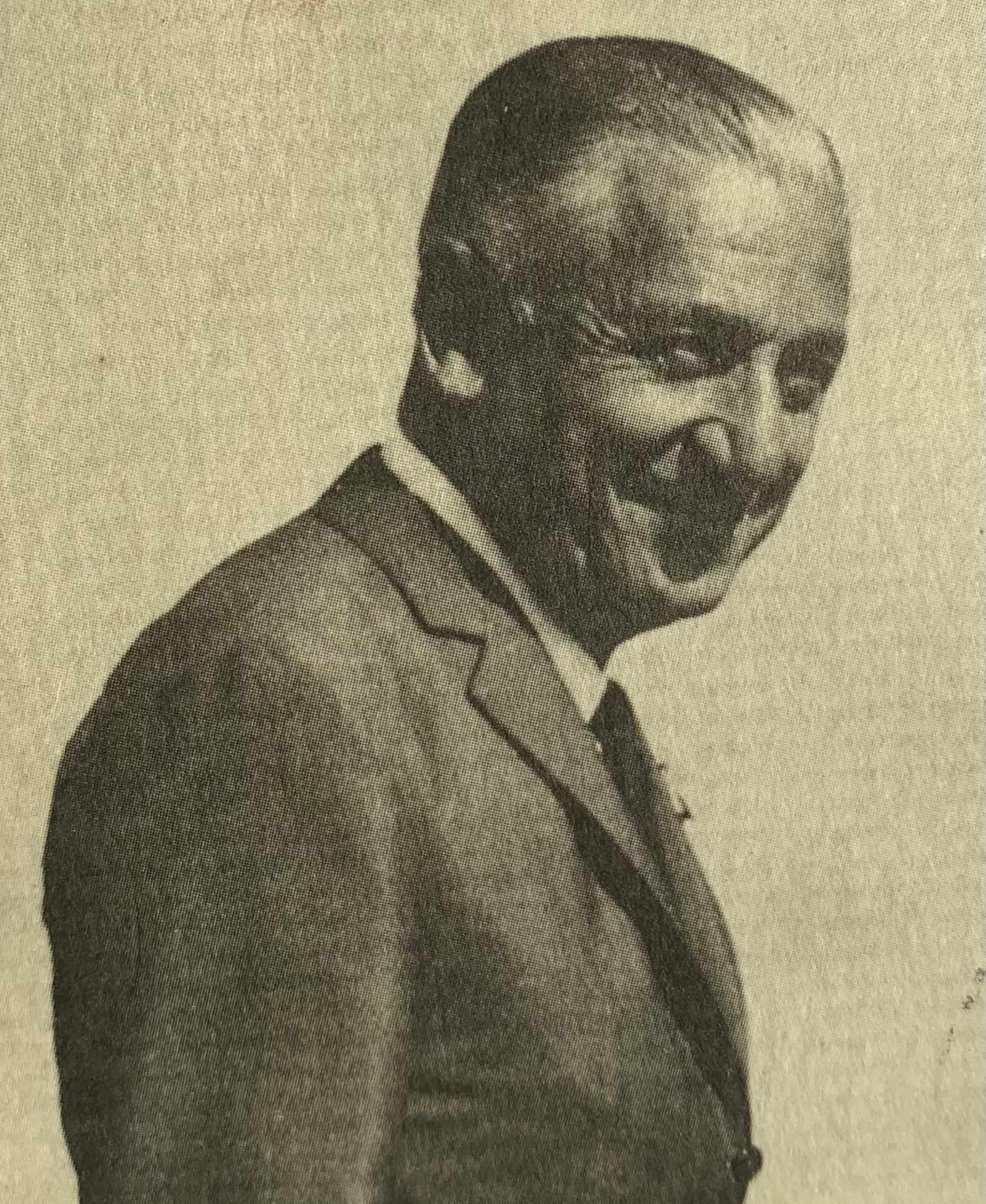

Marcel Bleustein (* 21. August 1906 in Enghien-les-Bains; † 11. April 1996 in Paris) war ein französischer Werbefachmann.

## Leben
Marcel Bleustein wurde in Enghien-les-Bains geboren, wo seine Eltern ein Landhaus besaßen. Er ist das letzte von neun Kindern von Élise Gross und Abraham Bleustein, einem in Paris lebenden russischen Emigranten und Möbelhändler. Er ist Teil einer reichen, sehr solidarischen Möbelhändlerfamilie: Sein Onkel Maurice Gross gründete die Galeries Barbès, und drei seiner Schwestern heirateten die drei Lewitan-Brüder. „Aufgewachsen in Montmartre bei Verwandten, die über dem Möbelgeschäft von Adolphe Lewitan wohnten“, war Marcel in der Schule ein ausschweifender Schüler. Er wird für den Privatunterricht in der Avenue de Ségur angemeldet, der ihn jedoch kaum mehr interessiert. Er verlässt die Schule ohne Bedauern. Als Autodidakt tritt er im Alter von vierzehn Jahren zunächst in die Fußstapfen seines Vaters als einfacher Möbelverkäufer am 49 Boulevard Barbès, wobei er auch von seiner Mutter beeinflusst wird, die sich in mehreren Wohltätigkeitsorganisationen engagiert. Er lernt die Kunst des Verkaufens in den Geschäften, die seine Schwager Wolf und Adolphe Lewitan in der Rue Magenta und am Boulevard Barbès betreiben, wird aber vor die Tür gesetzt, weil seine „persönlichen Arbeitszeiten schlecht zu denen des Geschäfts passen“.
Vom Werbevermittler Bernachon überwältigt, der ab und zu im Laden die Anzeigen abholte, die Marcel für seinen Schwager verfasst hatte, begann er mit der Werbung (damals sagte man „réclame“) und gründete 1926 zusammen mit seinem Bruder Georges Publicis in einer kleinen Wohnung in 17, Faubourg-Montmartre, über einer Metzgerei. Den Namen seiner Agentur setzt er aus dem Wort „publicité“ (Werbung) und der letzten Ziffer von 1926 und 1906, seinem Geburtsdatum, zusammen.
Er widersetzt sich dem Willen seines Vaters, der nicht an Reklame glaubt und ihm prophezeit: „Du wirst Zugluft verkaufen“. Er wendet sich an seine Verwandten: den Kürschner Jacques Brunswick, für den er seinen ersten Slogan Brunswick, le fourreur qui fait fureur kreiert, und seinen Schwager Lewitan mit den Radio-Ritardellen Bien l'bonjour, m'sieur Lewitan, vous avez des meubles, vous avez des meubles. Er ist talentiert und denkt sich zahlreiche Slogans aus, von denen einige noch heute in Frankreich bekannt sind, wie André: un chausseur sachant chausser (1931), C'est Shell que j'aime (1955) oder Du pain, du vin, du Boursin (1963).

### Ein Radiopionier
1935 kaufte Marcel Bleustein den privaten Radiosender Radio LL, den er in Radio Cité umbenannte. Er behauptet, die erste gesprochene Zeitung in Frankreich eingeführt zu haben, und ermöglicht es Édith Piaf, die von Jacques Canetti, dem damaligen künstlerischen Leiter des Senders, mitgebracht wurde, zum ersten Mal in ihrer Karriere im Radio zu singen. Er ist auch der Mann, der die „gesungenen Slogans“ für das Radio erfindet. Der Sender verlieh Marcel Bleustein eine neue Statur und verschaffte ihm Zugang zu den höchsten Persönlichkeiten des Staates. Als Hitler Österreich annektierte, wachte der Ratspräsident Léon Blum mitten in der Nacht auf und ging zu Radio Cité, um dort den ersten Live-Nachrichtenkommentar in der Geschichte des französischen Rundfunks abzugeben.

### Während des Krieges
Als 1939 der Krieg erklärt wurde, wurde Marcel Bleustein als Flugzeugpilot eingezogen. Als die Deutschen im Juni 1940 in Paris einmarschierten, wurde er von den Deutschen im Rahmen der „Arisierung“ des Eigentums enteignet und verlor Publicis sowie Radio Cité. Er floh nach London, während auf seinen Kopf ein Preis ausgesetzt wurde. Für seinen Einsatz in der Résistance und später in den FFL unter dem Decknamen Blanchet erhielt er das Kriegskreuz 1939–1945 und den Rang eines Ritters der Ehrenlegion. Später wurde er von General Corniglion-Molinier in den Rang eines Kommandeurs und von François Mitterrand in den Rang eines Großoffiziers der Ehrenlegion erhoben.
Am 23. März 1945 lancierte er zusammen mit Lucien Rachet, dem Gründer der Ligue Internationale Contre l’Antisémitisme, und dem Filmunternehmer  Édouard Corniglion-Molinier die Zeitschrift Point de Vue. 1948 wurde sie vom Magazin Images du monde aufgekauft und wandelte sich zum  Regenbogenblatt. Nach Kriegsende fand Marcel Bleustein-Blanchet, dem per Dekret gestattet wurde, sein Pseudonym Blanchet zu tragen, Publicis wieder und griff selbst zum Telefon, um seine alten Kunden anzurufen und neue zu werben. Alle versichern ihm ihre Unterstützung und versprechen, wiederzukommen, „sobald sie etwas zu verkaufen haben“. Marcel überzeugt sie davon, sofort zu kommunizieren, um nicht Gefahr zu laufen, dass ihre Konkurrenten ihren Platz bei den Verbrauchern einnehmen. Die Gruppe wuchs schnell und wurde bald zur Nummer eins in Frankreich und dann in Europa.

### Ein internationaler Ruf
1956 widmete ihm die New York Times anlässlich der ersten Niederlassung von Publicis in den USA einen großen Artikel. Nach seiner Begegnung mit George Gallup, dem Erfinder der Meinungsumfragen, den er vor dem Krieg in New York City kennengelernt hatte, führte er die Meinungsumfragen in Frankreich ein und gründete bei Publicis eine Forschungsabteilung, die auf den amerikanischen Methoden basierte. Auf diese Weise trug er dazu bei, dass die Werbung zu einem seriösen und angesehenen Beruf wurde. Er war auch der erste, der 1957 in Frankreich das Konzept der Drugstores nach amerikanischem Vorbild einführte, von dem der Publicis Drugstore auf den Champs-Élysées in Paris übrig geblieben ist. Ab den 1970er Jahren wurde Publicis erst international und dann global, um unter Maurice Lévy, dem Nachfolger von Marcel Bleustein-Blanchet ab 1987, zum drittgrößten Kommunikationskonzern der Welt zu werden.
1975 war Marcel Bleustein-Blanchet Mitbegründer der Académie nationale des arts de la rue (ANAR) mit Maurice Cazeneuve, Jacques Dauphin, Christian Chavanon, Paul Delouvrier, Georges Elgozy, Roger Excoffon, Abraham Moles und André Parinaud.
Sein Geist lebt auch in der 1960 gegründeten Stiftung für Berufung weiter, die jedes Jahr Stipendien an junge Menschen vergibt. Die Präsidentin der Stiftung ist Élisabeth Badinter.
Als Bleustein-Blanchet 1996 starb, wurde der 1988 gedrehte Dokumentarfilm La traversée du siècle auf dem Fernsehsender TF1 ausgestrahlt. Er besteht aus Reportagen über den Werbefachmann und Interviews, die von dem Journalisten Daniel Schneidermann geführt wurden. Marcel Bleustein-Blanchet, Autor mehrerer Bücher, darunter Sur mon antenne, La Rage de convaincre, Mémoires d'un lion und La Nostalgie du futur, war Gast zahlreicher weiterer Sendungen im Radio und im Fernsehen, u. a. in Bouillon de culture von Bernard Pivot und Le Grand Échiquier von Jacques Chancel.
Sein Tod führte zu einem Erbschaftsstreit zwischen seinen Erben, der zwei Jahre später einvernehmlich beigelegt wurde.
Am 10. Januar 2008, zwölf Jahre nach seinem Tod, gab die American Advertising Federation bekannt, dass Marcel Bleustein-Blanchet in die American Advertising Federation Hall of Fame aufgenommen wird. Bleustein-Blanchet ist der erste nicht-amerikanische Werbetreibende, der neben Werbelegenden wie Leo Burnett, Raymond Rubicam, William Bernbach und George Gallup in die Hall of Fame aufgenommen wird.

## Privatleben
Marcel Bleustein-Blanchet heiratete Sophie Vaillant (1916–1999), die Enkelin von Édouard Vaillant, die nacheinander Englischlehrerin in Mailand, Angestellte bei Elle und Moderatorin bei Radio Luxemburg war. Das Paar hatte drei Töchter:
- Marie-Françoise (* 1940; † 1968 bei einem Autounfall), Ehefrau des Dichters Michel Rachline, Mutter von Sophie Dulac und Nicolas Rachline.
- Elisabeth (* 5. März 1944), Philosophin, Schriftstellerin und Ehefrau von Robert Badinter[2].
- Michèle (21. März 1946, † 1. April 2013)[4].

Die Familie verbrachte ihren Urlaub oft in Sainte-Maxime in der Familienvilla in Guerrevieille. Marcel und Sophie Bleustein-Blanchet ruhen auf dem Pariser Friedhof von Bagneux.

## Bibliografie
- Sur mon antenne, éd. Défense de la France, 1948
- La rage de convaincre, Robert Laffont, 1970
- La Nostalgie du futur, Robert Laffont, 1976
- Mémoires d'un lion, Perrin, 1988
- Les mots de ma vie, Robert Laffont, 1990
- La traversée du siècle (avec Jean Mauduit), Robert Laffont, 1994

## Filmografie (Auswahl)
- 2009: Le Monsieur de la pub[6]